# ۲۲۷ (پیش از میلاد)
۲۲۷ (پیش از میلاد) ۲۲۷مین سال قبل از تقویم میلادی است.

## مناسبت ها
_Iranap.png